# Tura al-Gharbiya
Tura al-Gharbiya (àrab: طوره الغربيه, Ṭūra al-Ḡarbiyya) és una vila palestina de la governació de Jenin, a Cisjordània, al nord de la vall del Jordà, 14 kilòmetres a l'oest de Jenin. Segons el cens de l'Oficina Central Palestina d'Estadístiques (PCBS) tenia 1.100 habitants en 2007. Els centres de salut per als pobles dels voltants són a Tura al Gharbiya, les instal·lacions són designades com a MOH nivell 1.

## Història
En el cens de 1945, durant l'època del mandat britànic, Khirbat Tura el Gharbiya es va comptar amb Barta'a, i junts tenien una població de 1.000 musulmans amb 20,499 dúnams de terra, d'acord amb una enquesta oficial de terra i de població. 464 dúnams eren usats per plantacions i terra de rec, 1,957 dúnams per cereals, mentre 1,900 dúnams eren de terra no conreable.